# Testata Mutante Negasonica
Testata Mutante Negasonica (Negasonic Teenage Warhead), il cui vero nome è Ellie Phimister, è un personaggio dei fumetti creato da Grant Morrison (testi) e Frank Quitely (disegni), pubblicato dalla Marvel Comics. Apparsa per la prima volta sulle pagine di New X-Men (prima serie) n. 115 (agosto 2001), fu una delle studentesse della classe di telepatia di Emma Frost a Genosha prima della sua distruzione.

## Biografia del personaggio

### Origini
Nata e cresciuta a Genosha, durante una lezione confessò di aver avuto per cinquanta volte lo stesso incubo in cui tutta la popolazione dell'isola veniva sterminata, e proprio mentre parlava la Super Sentinella inviata da Cassandra Nova cominciò il suo assalto sterminando sedici milioni di mutanti. Il corpo di Ellie fu ritrovato da Emma, e spettò ai soccorsi farle notare che le ferite della ragazza erano così gravi che doveva per forza essere morta. A questa scoperta, Emma, che era sopravvissuta al massacro soltanto grazie allo svilupparsi della sua mutazione secondaria, subì un grave collasso nervoso.

### Illusione
Molto tempo dopo, Testata Mutante Negasonica fece parte assieme a Cassandra Nova, Sebastian Shaw, Perfezione (proiezione di Emma dei tempi in cui era Regina Bianca del Club) ed Emma Frost, dell'ultima versione del Club infernale. Attaccato lo Xavier Institute mentre gli altri tenevano occupati Bestia, Colosso e Wolverine, Ellie mise fuori combattimento Kitty Pryde "sognando" che sprofondasse giù fino al centro della Terra e non riuscisse a tornare solida. Più tardi, svegliatosi dal suo stato comatoso, Ciclope cominciò a sparare ai membri del Club, che scomparvero nel nulla. Si scoprì che essi erano solamente delle proiezioni della mente di Emma, che attanagliata dai sensi di colpa per essere sopravvissuta al massacro di Genosha, era diventata facile preda della coscienza di Cassandra Nova.

### Necrosha
Resuscitata da Selene per far parte del suo esercito mostra tuttavia una certa resistenza a seguire gli ordini della malvagia mutante. Morirà di nuovo dopo essere stata assorbita da Selene come gli altri mutanti resuscitati.

## Poteri e abilità
In New X-Men, Ellie è parte della classe di telepatia di Emma Frost e ciò potrebbe fare di lei presumibilmente una telepate. Nello stesso albo fa mostra anche di poteri precognitivi, tramite incubi e visioni, quando prevede la distruzione dell'isola.
In Astonishing X-Men, mostra gli stessi poteri di precognizione quando afferma di aver "sognato" Kitty che scompariva attraverso il pavimento fino al centro della Terra. Anche se, essendo una proiezione della mente di Emma, può essere che la manipolazione della mente di Kitty e il suo seguente convincimento di non riuscire a smettere di svanire attraverso la Terra sia avvenuto tramite i poteri telepatici della ex Regina Bianca. Ciononostante, tutte le personificazioni delle proiezioni mentali di Emma hanno dimostrato di possedere i poteri delle loro controparti originali e ciò fa supporre che di suo Ellie avesse già una forte telepatia e precognizione.

## Altri media

### Cinema
Una versione di Ellie, nota semplicemente col suo alter ego di "Testata Mutante Negasonica", compare nella serie di film X-Men e nel Marvel Cinematic Universe, interpretata da Brianna Hildebrand. In questa versione Testata Mutante Negasonica ha poteri simili a quelli di Cannonball e Nitro, in quanto è capace di proiettare esplosioni di varia potenza dal suo corpo, a fini propulsivi o offensivi. La sua personalità segue lo stereotipo dell'adolescente "tormentata", ageista, sarcastica ed incline a "cupi silenzi ed acidi commenti" (come Deadpool nel film ha sottolineato), e ad isolarsi per messaggiare col suo cellulare. Allieva dell'Istituto Xavier, compare come l'apprendista di Colosso, intenta a seguirlo nella sua "missione" di cooptare Deadpool tra gli X-Men ed insegnargli i valori dell'eroismo e del perdono. Appare in:
- Deadpool (2016)
- Deadpool 2 (2018)
- Deadpool & Wolverine (2024)

### Videogiochi
Testata Mutante Negasonica appare in:
- Marvel: Puzzle Ques
- Marvel: Sfida dei Campioni
- Marvel Future Fight
- Marvel Strike Force